# Antonio Biosca
Antonio Biosca Pérez (* 8. Dezember 1948 in Almería) ist ein ehemaliger spanischer Fußballspieler.

## Karriere

### Verein
Biosca spielte zunächst bei kleineren Vereinen sowie für AD Plus Ultra, der Zweitvertretung von Real Madrid. Seine erste Station im Profibereich war der Zweitligist CF Calvo Sotelo, für den Biosca bis zu seinem Wechsel zu Betis Sevilla 1971 spielte.
Sein Debüt in der Primera División gab Biosca am 28. November 1971 bei der 1:3-Niederlage von Real Betis beim FC Córdoba, als er in der 64. Spielminute beim Stand von 1:2 eingewechselt wurde.
1973 und 1978 stieg Biosca mit Real Betis in die Segunda División ab, schaffte mit seinem Team aber jeweils den sofortigen Wiederaufstieg. 1977 erreichte er mit Betis das Finale der Copa del Rey gegen Athletic Bilbao. Die Partie wurde im Elfmeterschießen entschieden, bei dem Biosca mit seinem Treffer zum zwischenzeitlichen 4:3 einen wesentlichen Beitrag zum ersten Pokalsieg in der Klubgeschichte leistete. Bis zu seinem Karriereende 1983 bestritt Biosca 284 Ligaspiele für Betis, in denen er 18 Tore erzielte.

### Nationalmannschaft
Biosca debütierte am 26. April 1978 im Alter von 29 Jahren beim 2:0 im Vorbereitungsspiel für die  Weltmeisterschaft 1978 in Argentinien gegen Mexiko in der spanischen Nationalmannschaft.
Anlässlich der Weltmeisterschaft wurde Biosca von Nationaltrainer László Kubala in das spanische Aufgebot berufen. Er bestritt zwei der drei Partien der Spanier während der Gruppenphase des Turniers. Nach der Auftaktniederlage gegen Österreich, bei der Biosca nicht zum Einsatz gekommen war, wurde er beim 0:0 im Spiel gegen Brasilien in der 51. Spielminute für Miguel eingewechselt. Beim abschließenden 1:0 gegen Schweden, seinem dritten und gleichzeitig letzten Länderspiel für Spanien, stand Biosca in der Startelf. Trotz des Sieges schieden die Spanier als Gruppendritte bereits nach der Vorrunde aus.

## Erfolge
- Spanischer Pokalsieger: 1977